# Sally Kellerman
Sally Claire Kellerman (ur. 2 czerwca 1937 w Long Beach, zm. 24 lutego 2022 w Los Angeles) – amerykańska aktorka, piosenkarka i producentka filmowa.
Odtwórczyni roli major Margaret J „Gorące usta” Houlihan w filmie Roberta Altmana MASH (1970), za którą była nominowana do Złotego Globu i Oscara dla najlepszej aktorki drugoplanowej. Wzięła udział także w innych realizacjach Altmana – w czarnej komedii Brewster McCloud (1970), Witamy w Los Angeles (1976; reż. Alan Rudolph, producent Altman), Gracz (1992) i Prêt-à-Porter (1994). Wystąpiła w roli dr Elizabeth Dehner, oficera Gwiezdnej Floty na pokładzie USS Enterprise w trzecim odcinku pierwszej serii Star Trek (1966), zatytułowanym Where No Man Has Gone Before. Za rolę pułkownika w komedii Całą noc padało, gdy wyszedłem (It Rained All Night the Day I Left, 1978) zdobyła nominację do Nagrody Genie za najlepszy występ aktorki zagranicznej.

## Filmografia

### Filmy
- 1968: Dusiciel z Bostonu jako Dianne Cluny
- 1970: MASH jako major Margaret „Gorące usta” O’Houlihan
- 1973: Śliska sprawa jako Kitty Kopetzky
- 1975: Rafferty i dziewczyny jako Mackinley „Mac” Beachwood
- 1976: Witamy w Los Angeles jako Ann Gode
- 1979: Mały romans jako Kay King
- 1980: Lisice jako Mary
- 1985: Ulica Sezamkowa: Łapać tego ptaka jako Miss Finch (głos)
- 1986: Powrót do szkoły jako dr Diane Turner
- 1986: Pulpety III jako Roxy Dujour
- 1986: Takie jest życie jako Holly Parrish
- 1990: Królewna Śnieżka – Nowe przygody jako Sunburn (głos)
- 1994: Prét-à-porter jako Sissy Wanamaker
- 1995: Moje przyjęcie jako Sara Hart
- 1999: Godzina zemsty jako pani Bronson (głos)
- 2008: Delgo jako narrator (głos)

### Seriale
- 1963: Po tamtej stronie – odc. The Human Factor jako Ingrid Larkin
- 1964: Po tamtej stronie – odc. The Bellero Shield jako Judith Bellero
- 1965: Alfred Hitchcock przedstawia jako Sally Benner
- 1966: Star Trek – odc. Where No Man Has Gone Before jako dr Elizabeth Dehner
- 1966: Bonanza jako Kathleen Walker
- 1969: Mannix jako Diana Walker
- 1970: Bonanza jako Lotta Crabtree
- 1981: Saturday Night Live jako gospodarz
- 1990: Miasteczko Evening Shade jako Shelley Darling
- 1994: Diagnoza morderstwo jako Irene Stanton
- 1994: Życie jak sen jako Tracy
- 1998: Columbo – odc. „Co z prochu powstało, w proch się obróci” („Ashes to Ashes”) jako Liz Houston
- 1998: Diagnoza morderstwo jako Adele Botsford
- 2011: 90210 jako Marla Templeton
- 2012: Bez nadzoru jako dyrektor Stark (głos)
- 2014–2015: Żar młodości jako Constance Bingham

## Dyskografia
- Roll with the Feelin' (wyd. Decca, 1972)
- Sally (wyd. The Music Force, 2009)

## Książki
- Sally Kellerman: Read My Lips: Stories of a Hollywood Life. Weinstein Books, 2013. ISBN 978-1-60286-167-1.